# Heartbreaker (chanson de Dionne Warwick)
Pour les articles homonymes, voir Heartbreaker.
Singles de Dionne Warwick
For You
(1982) Take the Short Way Home
(1983)
Heartbreaker est une chanson interprétée par la chanteuse américaine Dionne Warwick, écrite et composée par Barry, Robin et Maurice Gibb du groupe les Bee Gees. Sortie en single en septembre 1982, elle est extraite de l'album Heartbreaker.
Dionne Warwick a révélé qu'elle n'aimait pas particulièrement la chanson quand les Bee Gees la lui avaient proposée, mais devinant le tube potentiel, elle s'était décidée à l'enregistrer,. Heartbreaker est devenu l'un des plus grands succès de sa carrière. 
Barry Gibb est présent dans les chœurs pendant le refrain.

## Classements hebdomadaires
| Classement (1982-1983)                     | Meilleure place |
| ------------------------------------------ | --------------- |
| Afrique du Sud (Springbok Radio)           | 4               |
| Allemagne (GfK Entertainment)              | 10              |
| Australie (Kent Music Report)              | 2               |
| Autriche (Ö3 Austria Top 40)               | 10              |
| Belgique (Flandre Ultratop 50 Singles)     | 3               |
| Canada (RPM 50 Singles)                    | 15              |
| États-Unis (Billboard Hot 100)             | 10              |
| États-Unis (Hot Adult Contemporary Tracks) | 1               |
| États-Unis (Hot Black Singles)             | 14              |
| Irlande (IRMA)                             | 2               |
| Italie (FIMI)                              | 24              |
| Norvège (VG-lista)                         | 2               |
| Nouvelle-Zélande (RMNZ)                    | 4               |
| Pays-Bas (Single Top 100)                  | 5               |
| Royaume-Uni (UK Singles Chart)             | 2               |
| Suède (Sverigetopplistan)                  | 1               |
| Suisse (Schweizer Hitparade)               | 4               |

## Certifications
| Pays              | Certification | Unités certifiées |
| ----------------- | ------------- | ----------------- |
| Royaume-Uni (BPI) | Argent        | 250 000           |

## Reprises
Les Bee Gees ont à leur tour enregistré Heartbreaker qui apparaît sur la compilation Their Greatest Hits: The Record sortie en 2001. La démo de la chanson et toutes celles de l'album Heartbreaker de Dionne Warwick, enregistrées en février 1982 avec Barry Gibb au chant, figurent sur la compilation The Heartbreaker Demos sortie en 2006.
D'autres artistes ont repris la chanson parmi lesquels Christophe Willem sur la bande originale du film Disco, Katie Melua ou Nick Lowe.